# Go!
《GO!》是香港歌手洪卓立於2008年1月23日發行的第二張個人音樂專輯。專輯包括CD和DVD各一。

## CD
1. 我聽你講
2. 難以取替
3. 我的獨立時代
4. 彌敦道
5. 三腳貓
6. 玩夠
7. 香片咖啡
8. 那些年，我們一起追的女孩
9. 妳是我的戒指
10. Single X'mas

## DVD
1. 三腳貓 MV
2. 彌敦道 MV
3. 難以取替 MV

## 附送DVD Single X'mas
1. Single X'mas MV
2. 三腳貓 MV
3. 洪卓立 愛無膽 Times Square Mini Show - 愛無膽 / 躺一躺 / 我可以說不 / 苦行僧